# Aethecerus discolor
Aethecerus discolor là một loài tò vò trong họ Ichneumonidae.